# چگونه آن مرد به شوهرش دروغ گفت
چگونه آن مرد به شوهرش دروغ گفت (به انگلیسی: How He Lied to Her Husband)، نام نمایشنامه‌ای طنز است در یک پرده، به قلم جرج برنارد شاو، که آن را به درخواست بازیگری به نام آرنولد دالی در چهار روز، و هنگامی که برای تعطیلات به اسکاتلند رفته بود در سال ۱۹۰۴ نوشت. این نمایش نخستین بار به صورت پیش‌پرده برای نمایش‌نامه دیگر او، مرد سرنوشت اجرا شد و پس از آن در لندن، در سال ۱۹۰۵ اجرا شد.